# ブライミ特別行政区
ブライミ特別行政区（ブライミとくべつぎょうせいく、アラビア語: محافظة البريمي Muḥāfaẓat al-Buraimī、ムハーファザ・アル＝ブライミー; 英語: Al Buraymi Governorate / Al Buraimi Governorate）は、オマーンを構成する行政区（ムハーファザ）の一つ。ブライミーと表記される場合もある。

## 下位行政区画
ブライミ特別行政区は、3つのウィラーヤに分かれる。
- アル・ブライミー (Al-Buraimī البريمي)
- アッ・スナイナ (As-Sunainah السنينة)
- マハダ (Maḥḍah محضة)

アラブ首長国連邦の街アラインと隣接しており、同国と長年領有を係争し1974年に結着したものの、その後もオアシスの町として国境はオープンであったが、2006年に検問所が設けられた。